# André Leliaert
André Leliaert, (Bruges, 4 de febrer de 1923 - Ídem, 10 de novembre de 2013) fou un ciclista belga, que va ser professional del 1945 fins al 1953. Es va especialitzar en la pista on va guanyar una medalla de plata al Campionat del món de Mig fons de 1951, per darrere del neerlandès Jan Pronk.

## Palmarès
- 1949
  -  Campió de Bèlgica de mig fons